# علی‌آباد کوچک
علی‌آباد کوچک، روستایی در دهستان سید ناصرالدین بخش زرین‌آباد شهرستان دهلران در استان ایلام ایران است.

## جمعیت
بر پایه سرشماری عمومی نفوس و مسکن در سال ۱۳۹۵، جمعیت این روستا برابر با ۱۳۸ نفر (۴۱ خانوار) بوده‌است.